# IC 4592
IC 4592 — відбивна туманність у сузір'ї Скорпіон, що освітлена зіркою V Скорпіона.
Цей об'єкт міститься в оригінальній редакції індексного каталогу.